# Saturnino Montojo
Saturnino Montojo y Díaz (Ferrol, La Coruña, 6 de febrero de 1796 - San Fernando, Cádiz, 13 de junio de 1856), fue un  marino militar, astrónomo y matemático español, y primo segundo del almirante Patricio Montojo y Pasarón.

## Biografía
Ingresó en la Academia de Guardias Marinas de Ferrol el 4 de septiembre de 1812 y en el curso de Estudios Mayores obtuvo la calificación de sobresaliente, y en 1816 se trasladó a Madrid para ampliar estudios en la Academia del Palacio Real, bajo la protección del Infante don Antonio, a la sazón Almirante General de España e Indias, con resultados igualmente óptimos. En 1820 ocupó la cátedra de física del recién creado Ateneo de Madrid y en 1821 formó parte de la comisión central de formación de la Carta geográfica de España.
En 1823, ya alférez de navío, se le ordenó embarcar en el  navío Asia destinado al Mar del Sur bajo el mando de Roque de Guruzeta. Dobló el Cabo de Hornos y se enfrentó a una división al mando del comodoro Gais, británico que mandaba las fuerzas navales del Perú y Colombia, que estaba bloqueando al puerto del Callao; tras breve combate, lo pusieron en fuga con graves averías en sus buques.
Dueño del territorio el general Sucre, Guruzeta dividió fuerzas y él quedó con el navío Asia y dos bergantines con los que puso rumbo a Filipinas, pero al hacer aguada en las Islas Marianas la tripulación, de origen americano, se amotinó y Montojo y los oficiales fueron vencidos y desembarcados en aquellas islas. En un buque ballenero Montojo alcanzó Manila y pasó a España 1826; se le destinó de oficial de órdenes en el apostadero de Algeciras y poco después en el Observatorio de Marina de San Fernando, a petición de su director. De nuevo pasó a Filipinas a bordo del Santa Ana y a su regreso a España fue destinado definitivamente como astrónomo al Observatorio de San Fernando. Desempeñó la Jefatura de Estudios del Colegio Naval, en comisión, hasta que fuese cubierto el puesto en propiedad, sin desatender su destino en el Observatorio. Ocupó varias veces la dirección del centro con carácter interino. El 29 de mayo de 1847 es nombrado director del Observatorio por renuncia, debida a enfermedad de  Sánchez Cerquero.
En el mundo científico era conocido por sus publicaciones. En 1835 se le otorgó el título de miembro honorario de la Sociedad Científica de Gibraltar y en 1836 se le nombró correspondiente de la Real Academia de Ciencias Naturales de Madrid. En 1837 fue ascendido a capitán de fragata y en 1840 a capitán de navío, comenzando a trabajar en la rectificación de las posiciones de un gran número de las estrellas contenidas en el catálogo de la Sociedad Astronómica de Londres, por no estar de acuerdo con los lugares designados a ellas en las cartas astronómicas y en 1841 fue en comisión por orden del Gobierno al Reino Unido para visitar los observatorios de aquel país y modernizar el de San Fernando; con sus trabajos pudo establecerse el fundamento para el gran catálogo de 8377 estrellas que fue publicado en 1845 por la Asociación; en este mismo año se creó el  Colegio Naval de San Fernando, nombrándosele prefecto de estudios sin dejar su puesto en el Observatorio. En 1847 se le nombró director en propiedad de éste y en 1848 le fue encargada la redacción del plan de estudios del recién creado Colegio Naval y publicó una Aritmética (Cádiz, Imprenta de la Revista Médica Gaditana, 1849) y un Álgebra (Cádiz, Imprenta de la Revista Médica Gaditana, 1850), no pudiendo hacerlo con la Trigonometría, pues al mismo tiempo llevaba entre manos la reforma del  Almanaque Náutico Español; el exceso de trabajo quebrantó su salud y cayó enfermo; concluyó sin embargo el trabajo poco antes de su muerte, y al fin pudo publicarse póstumo en 1865 con el título de Tratado elemental de Trigonometría.
En 1851 le nombraron brigadier de la Real Armada Española. Tradujo al español el Tratado de Astronomía de John Herschel a instancias de unos amigos; este trabajo mereció la aprobación y felicitación del propio autor. Su hijo el almirante Patricio Montojo y Pasarón tradujo el complejo Dictionnaire de marine. Anglais-Français-Allemand-Espagnol-Italien del capitán H. Paasch. Saturnino fue comisionado en 1855 por el Gobierno para que viajara por los países más importantes, científicamente hablando, para a su vez poner al día al nuestro, siendo recibido con aprecio en todos los que visitó, pero no pudo terminar su Memoria de este viaje, pues falleció en San Fernando en 1856.